# Pudasjärvi
Pudasjärvi là một thành phố của Phần Lan.
Đô thị này nằm ở tỉnh Oulu trong vùng Bắc Ostrobothnia. Dân số thành phố này là 9.674 người (2003) với diện tích là 5.865,79 km² trong đó có 219,54 km² là diện tích mặt nước. Mật độ dân số là 1.7 người trên mỗi km². Pudasjärvi là đô thị có diện tích lớn thứ nhì ở Phần Lan (vào thời điểm năm 2006, Rovaniemi rộng nhất).
Các kiến tạo đá cổ nhất Liên minh châu Âu nằm ở Siuruankylä, Pudasjärvi. Hai ban nhạc melodic death metal Kalmah và Eternal Tears of Sorrow được lập ở Pudasjärvi.